# Фаина (судно)
Фаина — грузовое судно (ролкер), ходило под флагом Белиза. «Фаина» принадлежит Waterlux AG (Панама) и управляется филиалом Waterlux «SC Tomex of Tomex Team Inc» (Одесса). Получило известность благодаря захвату его сомалийскими пиратами в 2008 году и участием в афере в Ливии в 2013 году (когда новой ливийской властью были захвачены 19 украинских моряков).

## Захват
Во время рейса из морского порта Октябрьск (Днепро-Бугский лиман) в Момбасу 25 сентября 2008 года судно было захвачено сомалийскими пиратами. Это 26-е нападение пиратов за 2008 год.
Известный эксперт по вопросам морских катастроф и по ситуации с пиратством Михаил Войтенко указал, что выбор цели был не случайным.
Экипаж «Фаины» соблюдал все меры предосторожности и движение ролкера проходило на безопасном расстоянии от берегов Сомали (в этом районе до этого случаи нападения пиратов вообще не были зафиксированы).
Экипаж «Фаины» — 21 человек, из них 17 украинцев, 3 русских и 1 латыш. «Фаина» имела груз более 30 танков Т-72 (по некоторым данным конкретное количество танков равнялось 33), гранатомёты, зенитные установки. Власти Кении утверждали, что этот груз предназначался им, однако была получена информация, что он предназначался Южному Судану
30 января 2009 года на одном из телеканалов Украины капитан судна «Фаина» вышел в прямой эфир. Он сообщил, что вода на судне кончается, начинают пить техническую воду. 17 моряков содержат в каюте, площадь которой 12 метров квадратных, а температура 46 градусов по Цельсию. Капитан и Ст.судомеханик живут на мостике. Моряки находятся в разном психологическом состоянии — кто-то держится, кто-то срывается. Очень много сидят, что так же сказывается и на здоровье, и на психике. На судне главный среди пиратов Мухамед.
Официальным представителем судовладельца в этой ситуации стал Михаил Войтенко. Кроме ведения переговоров он давал интервью и отправлял репортажи в различные СМИ.
5 февраля 2009 года пираты освободили судно. Выкуп составил 3 миллиона 200 тысяч долларов.
Президент Украины Виктор Ющенко поздравил моряков с освобождением, и судно отправилось в кенийский порт Момбаса, из которого моряки были эвакуированы.

## Международная реакция
Россия, Сомали, Украина, Великобритания и США приложили совместные усилия в попытках возвратить захваченное судно.
Кения заявила, что не будет сотрудничать или проводить переговоры с пиратами.
Также Сомали предоставила России право входить в прибрежные воды страны для борьбы с пиратами. Россия выслала для борьбы с пиратами сторожевик «Неустрашимый».

## Дальнейшая судьба
17 июля 2013 года судно «Этель» (Etel), экипаж которого состоял из 19 граждан Украины, было захвачено в ливийском порту Бенгази неизвестными вооруженными лицами. Они заявили, что защищают интересы 25 ливийских бизнесменов, которых ограбил владелец «Этель». Конфликт был связан с автомобилями, которые должны были быть доставлены из Иордании в Ливию на судне «Фаина». Оно в марте 2013 года зашло с грузом около 600 автомобилей в Ильичёвский порт и было там арестовано.
Согласно сайту MarineTraffic, последний раз местонахождение судна «Фаина» под флагом Того было зафиксировано в Красном море в декабре 2013 года. Согласно сайту VesselFinder, с 2014 года судно не эксплуатируется.

## Галерея
- Надстройка захваченного корабля
- Лодки пиратов у борта корабля
- Приближенное фото лодок снятое с эсминца ВМС США USS Howard
- Верёвочная лестница используемая пиратами
- Экипаж судна.
- Трое пиратов на носу захваченного корабля